# Liga mistrů UEFA 2011/2012
Liga mistrů UEFA 2011/12 byl 57. ročník klubové fotbalové soutěže zvané Liga mistrů UEFA. Pod názvem Liga mistrů UEFA se hraje od sezony 1992–93 (20. ročník), kdy byl název změněn z Poháru mistrů evropských zemí. V tomto formátu (4 předkola) se soutěž hraje 3. sezónu. Účastnilo se jí 76 celků ze 52 zemí asociace UEFA a do hlavní fáze se jich probojovalo 32.
Započata byla 1. předkolem dne 28. června 2011 a finále se odehrálo ve středu 19. května 2012.
Základních skupin se zúčastnilo 32 klubů z 18 zemí a největší zastoupení měli shodně Španělsko a Anglie, a to maximální možný počet 4 klubů. Do základních skupin se poprvé od sezony 2007/08 probojoval i český tým, kterým byl mistr Gambriunus ligy 2010/11 FC Viktoria Plzeň. Ta nakonec obsadila 3. místo v nabité skupině H a přesunula se do Evropské ligy.
Finále se odehrálo 19. května 2012 na stadiónu Allianz Arena, v Mnichově (Německo). Do něj se nekvalifikoval obhájce titulu španělský klub FC Barcelona, ale poprvé od roku 1983/84 se to povedlo domácímu týmu, respektive uživateli stadionu. FC Bayern Mnichov byl v utkání lepší a v 83. minutě se dostal do vedení. Chelsea FC se ale krátce před koncem podařilo vyrovnat a v penaltovém rozstřelu rozhodla o svém premiérovém triumfu.
Vítěz soutěže Chelsea FC se kvalifikoval na Mistrovství světa ve fotbale klubů 2012 a zároveň do Superpoháru UEFA 2012. Nejlepším střelcem se s rekordními 14 brankami stal počtvrté v řadě útočník Barcelony Lionel Messi, ale nejlepším hráčem byl později jmenován jeho spoluhráč Andrés Iniesta.

## Účastnická místa
Tohoto ročníku účastnilo celkem 76 týmů z 52 členských zemí UEFA (Lichtenštejnsko neorganizuje žádnou vlastní ligovou soutěž). Každá země měla přidělen počet míst podle koeficientů UEFA. Žebříček UEFA určuje počet týmů v nadcházející sezóně, a to v první sezóně po zveřejnění žebříčku. Proto bylo rozdělení týmů v letech 2011–12 podle pořadí v žebříčku UEFA v roce 2010, ne 2011. Obhájce titulu, FC Barcelona, získala místo ve skupinové fázi prostřednictvím svého domácího ligového umístění, místo vyhrazené pro obhájce titulu tedy nebylo využito.
Níže je kvalifikační systém pro Ligu mistrů UEFA 2011/12:
- Země 1-3 (Anglie, Španělsko a Itálie): 4 týmy
- Země 4-6 (Německo, Francie a Rusko): 3 týmy
- Země 7-15 (Ukrajina, Rumunsko, Portugalsko, Nizozemsko, Turecko, Řecko, Švýcarsko, Belgie a Dánsko): 2 týmy
- Země 16-53: 1 tým

|                           |                                             | Týmy začínající v tomto kole                                                                 | Týmy postupující z předchozího kola                                               |
| ------------------------- | ------------------------------------------- | -------------------------------------------------------------------------------------------- | --------------------------------------------------------------------------------- |
| 1. předkolo (4 týmy)      | 1. předkolo (4 týmy)                        | - 4 mistři ze zemí 50-53                                                                     |                                                                                   |
| 2. předkolo (34 týmů)     | 2. předkolo (34 týmů)                       | - 32 mistrů ze zemí 17-49                                                                    | - 2 vítězové z 1. předkola                                                        |
| 3. předkolo               | Pro mistry lig (20 týmů)                    | - 3 mistři ze zemí 14-16                                                                     | - 17 vítězů z 2. předkola (mistři)                                                |
| 3. předkolo               | Pro týmy, které nejsou mistry lig (10 týmů) | - 9 týmů ze druhých míst zemí 7-15 - 1 tým ze třetího místa země 6                           |                                                                                   |
| 4. předkolo               | Pro mistry lig (10 týmů)                    |                                                                                              | - 10 vítězů z 3. předkola (mistři)                                                |
| 4. předkolo               | Pro týmy, které nejsou mistry lig (10 týmů) | - 2 týmy ze třetích míst zemí 4-5 - 3 týmy ze čtvrtých míst zemí 1-3                         | - 5 vítězů z 3. předkola (týmy z nižších pozic)                                   |
| Skupinová fáze (32 týmů)  | Skupinová fáze (32 týmů)                    | - 13 mistrů ze zemí 1-13 - 6 týmů ze druhých míst zemí 1-6 - 3 týmy ze třetích míst zemí 1-3 | - 5 vítězů z 4. předkola (mistři) - 5 vítězů z 4. předkola (týmy z nižších pozic) |
| Vyřazovací fáze (16 týmů) | Vyřazovací fáze (16 týmů)                   |                                                                                              | - 8 vítězů skupin - 8 týmů z druhých míst                                         |

## Kluby účastnící se soutěže
Následující tabulka vyjadřuje, v které fázi jednotlivé kluby soutěž startovaly.
(Číslo v závorce značí konečné umístění v domácí lize.)
| Skupinová fáze          | Skupinová fáze           | Skupinová fáze                | Skupinová fáze            |
| ----------------------- | ------------------------ | ----------------------------- | ------------------------- |
| FC BarcelonaOT (1.)     | AC Milán (1.)            | Marseille (2.)                | FC Porto (1.)             |
| Manchester United (1.)  | Inter Milán (2.)         | FK Zenit Sankt-Petěrburg (1.) | AFC Ajax (1.)             |
| Chelsea FC (2.)         | SSC Neapol (3.)          | PFK CSKA Moskva (2.)          | Trabzonspor (2.)pozn. TUR |
| Manchester City FC (3.) | Borussia Dortmund (1.)   | FK Šachtar Doněck (1.)        | Olympiakos Pireus (1.)    |
| Real Madrid (2.)        | Bayer 04 Leverkusen (2.) | FC Oțelul Galați (1.)         | FC Basel 1893 (1.)        |
| Valencia CF (3.)        | Lille OSC (1.)           |                               |                           |
| Play-off (4. předkolo)  |                          |                               |                           |
| Mistrovská část         | Nemistrovská část        | Nemistrovská část             | Nemistrovská část         |
|                         | Arsenal FC (4.)          | Udinese Calcio (4.)           | Olympique Lyon (3.)       |
| Villarreal CF (4.)      | FC Bayern Mnichov (3.)   |                               |                           |
| 3. předkolo             |                          |                               |                           |
| Mistrovská část         | Nemistrovská část        | Nemistrovská část             | Nemistrovská část         |
| KRC Genk (1.)           | FK Rubin Kazaň (3.)      | FC Twente (2.)                | FC Zürich (2.)            |
| FC København (1.)       | FK Dynamo Kyjev (2.)     | Trabzonspor (2.)pozn. TUR     | Standard Liège (2.)       |
| Rangers FC (1.)         | FC Vaslui (3.)pozn. RUM  | Panathinaikos FC (1.)         | Odense BK (2.)            |
|                         | Benfica SL (2.)          |                               |                           |
| 2. předkolo             |                          |                               |                           |
| Litex Loveč (1.)        | FK Partizan (1.)         | Skonto Riga (1.)              | Tobol Kostanaj FK (1.)    |
| FC Viktoria Plzeň (1.)  | Wisla Krakov (1.)        | FC Dacia Chișinău (1.)        | FC Flora Tallinn (1.)     |
| SK Sturm Graz (1.)      | GNK Dinamo Zagreb (1.)   | NK Maribor (1.)               | KF Skënderbeu Korçë (1.)  |
| Makabi Haifa FC (1.)    | BATE Borisov (1.)        | Videoton FC (1.)              | FC Pjunik Jerevan (1.)    |
| APOEL FC (1.)           | Shamrock Rovers FC (1.)  | FC Zestafoni (1.)             | Bangor City FC (1.)       |
| Rosenborg BK (1.)       | HJK Helsinki (1.)        | Neftçi Baku PFK (1.)          | FK Mogren (1.)            |
| Slovan Bratislava (1.)  | Borac Banja Luka (1.)    | Breiðablik Kópavogur (1.)     | Havnar Bóltfelag (1.)     |
| Malmö FF (1.)           | FK Ekranas (1.)          | Škendija Tetovo (1.)          | Linfield FC (1.)          |
| 1. předkolo             |                          |                               |                           |
| F91 Dudelange (1.)      | FC Santa Coloma (1.)     | Valletta FC (1.)              | SP Tre Fiori (1.)         |

Poznámky
- OT Obhájce titulu
- Situace v Rumunsku (RUM): Původně kvalifikovaný tým FC Temešvár (v domácí Liga I skončil 2.) byl pro finanční problémy a ztrátu licence pro sezonu 2011/12 vyloučen i z Ligy mistrů. Země však místo ve 3. předkole neztratila a zaujmul ho FC Vaslui, který v domácí lize skončil na 3. místě.[3]
- Situace v Turecku (TUR): Fenerbahçe SK, mistr turecké Süper Lig 2010/11, byl 24. srpna 2011 obviněn Tureckou fotbalovou federací (TFA) obviněn z ovlivňování zápasů v rámci domácí ligy. UEFA následně zareagovala vyloučením klubu z Ligy mistrů UEFA 2011/12.[4] UEFA následně rozhodla, že Turecko neztratí svou pozici a klub původně nasazený až do základní skupiny nahradil Trabzonspor, vicemistr Süper Lig, který však již nastupoval v tomto ročníku LM a ve 3. předkole byl vyřazen portugalským týmem Benfica SL. Trabzonspor, který měl nastoupit ve 4. předkole Evropské Ligy, tak své zápasy nesehrál a jeho původní soupeř Athletic Bilbao bez boje postoupil do základní skupiny EL.[5]

## Předkola
V novém systému Ligy mistrů, se hrají dva samostatné kvalifikační turnaje. Kvalifikace mistrů (která začíná od prvního předkola) je pro kluby, které vyhrály domácí ligu a neměly nárok se kvalifikovat do skupinové fáze, zatímco kvalifikace pro týmy, které nejsou mistry (která začíná ve třetím předkole), je pro kluby, které nevyhrály domácí ligu a neměly nárok se kvalifikovat do skupinové fáze.

### 1. předkolo
Los prvního a druhého předkola se uskutečnil 20. června 2011 ve švýcarském Nyonu. Úvodní zápasy se odehrály 28. a 29. června, odvety 5. a 6. července 2011.
| Domácí v 1. zápase | Celkem | Hosté v 1. zápase | 1. zápas | 2. zápas |
| ------------------ | ------ | ----------------- | -------- | -------- |
| SP Tre Fiori       | 1–5    | Valletta          | 0–3      | 1–2      |
| FC Santa Coloma    | 0–4    | F91 Dudelange     | 0–2      | 0–2      |

### 2. předkolo
Úvodní zápasy se odehrály 12. a 13. července, odvety 19. a 20. července 2011.
| Domácí v 1. zápase | Celkem | Hosté v 1. zápase    | 1. zápas | 2. zápas |
| ------------------ | ------ | -------------------- | -------- | -------- |
| Makabi Haifa FC    | 7–4    | Borac Banja Luka     | 5–1      | 2–3      |
| Mogren             | 1–5    | Litex Loveč          | 1–2      | 0–3      |
| Maribor            | 5–1    | F91 Dudelange        | 2–0      | 3–1      |
| Skënderbeu Korçë   | 0–6    | APOEL                | 0–2      | 0–4      |
| Slovan Bratislava  | 3–1    | Tobol Kostanaj FK    | 2–0      | 1–1      |
| Sturm Graz         | 4–3    | Videoton             | 2–0      | 2–3      |
| Zestafoni          | 3–2    | FC Dacia Chișinău    | 3–0      | 0–2      |
| Dinamo Zagreb      | 3–0    | Neftçi Baku PFK      | 3–0      | 0–0      |
| FC Pjunik Jerevan  | 1–9    | Viktoria Plzeň       | 0–4      | 1–5      |
| Partizan           | 5–0    | Škendija Tetovo      | 4–0      | 1–0      |
| Valletta           | 2–4    | Ekranas              | 2–3      | 0–1      |
| Malmö FF           | 3–1    | Havnar Bóltfelag     | 2–0      | 1–1      |
| Shamrock Rovers    | 1–0    | Flora Tallinn        | 1–0      | 0–0      |
| Rosenborg          | 5–2    | Breiðablik Kópavogur | 5–0      | 0–2      |
| Bangor City FC     | 0–131  | HJK Helsinki         | 0–3      | 0–10     |
| Skonto             | 0–3    | Wisla Krakov         | 0–1      | 0–2      |
| Linfield FC        | 1–3    | BATE Borisov         | 1–1      | 0–2      |

### 3. předkolo
Třetí předkolo bylo rozděleno do dvou samostatných částí: jedna pro mistry a druhá pro týmy z nižších pozic. Poražené týmy se kvalifikovaly do 4. předkola Evropské ligy UEFA 2011/12. Úvodní zápasy se odehrály 26. a 27. července, odvety 2. a 3. srpna 2011.
| Domácí v 1. zápase | Celkem          | Hosté v 1. zápase | 1. zápas        | 2. zápas        |                 |
| Mistrovská část    | Mistrovská část | Mistrovská část   | Mistrovská část | Mistrovská část | Mistrovská část |
| ------------------ | --------------- | ----------------- | --------------- | --------------- | --------------- |
| Litex Loveč        | 2–5             | Wisla Krakov      | 1–2             | 1–3             |                 |
| Makabi Haifa FC    | 3–2             | Maribor           | 2–1             | 1–1             |                 |
| HJK Helsinki       | 1–3             | Dinamo Zagreb     | 1–2             | 0–1             |                 |
| APOEL              | 2–0             | Slovan Bratislava | 0–0             | 2–0             |                 |
| FC København       | 3–0             | Shamrock Rovers   | 1–0             | 2–0             |                 |
| KRC Genk           | 3–2             | Partizan          | 2–1             | 1–1             |                 |
| Rosenborg          | 2–4             | Viktoria Plzeň    | 0–1             | 2–3             |                 |
| Zestafoni          | 1–2             | Sturm Graz        | 1–1             | 0–1             |                 |
| Ekranas            | 1–3             | BATE Borisov      | 0–0             | 1–3             |                 |
| Rangers FC         | 1–2             | Malmö FF          | 0–1             | 1–1             |                 |
| Nemistrovská část  |                 |                   |                 |                 |                 |
| Standard Liège     | 1–2             | Zürich            | 1–1             | 0–1             |                 |
| Twente             | 2–0             | Vaslui            | 2–0             | 0–0             |                 |
| Benfica SL         | 3–1             | Trabzonspor       | 2–0             | 1–1             |                 |
| FK Dynamo Kyjev    | 1–4             | FK Rubin Kazaň    | 0–2             | 1–2             |                 |
| Odense BK          | 5–4             | Panathinaikos     | 1–1             | 4–3             |                 |

### 4. předkolo
Poražené týmy ve 4. předkole vstoupily do základních skupin Evropské ligy. Úvodní zápasy se odehrály 16. a 17. srpna, odvety 23. a 24. srpna 2011.
| Domácí v 1. zápase | Celkem          | Hosté v 1. zápase | 1. zápas        | 2. zápas        |                 |
| Mistrovská část    | Mistrovská část | Mistrovská část   | Mistrovská část | Mistrovská část | Mistrovská část |
| ------------------ | --------------- | ----------------- | --------------- | --------------- | --------------- |
| Wisla Krakov       | 2–3             | APOEL FC          | 1–0             | 1–3             |                 |
| Makabi Haifa FC    | 3–3 (1:4 pen.)  | KRC Genk          | 2–1             | 1–2 (prodl.)    |                 |
| GNK Dinamo Zagreb  | 4–3             | Malmö FF          | 4–1             | 0–2             |                 |
| FC København       | 2–5             | FC Viktoria Plzeň | 1–3             | 1–2             |                 |
| BATE Borisov       | 3–1             | SK Sturm Graz     | 1–1             | 2–0             |                 |
| Nemistrovská část  |                 |                   |                 |                 |                 |
| Odense BK          | 1–3             | Villarreal        | 1–0             | 0–3             |                 |
| FC Twente          | 3–5             | Benfica SL        | 2–2             | 1–3             |                 |
| Arsenal FC         | 3–1             | Udinese Calcio    | 1–0             | 2–1             |                 |
| FC Bayern Mnichov  | 3–0             | FC Zürich         | 2–0             | 1–0             |                 |
| Olympique Lyon     | 4–2             | FK Rubin Kazaň    | 3–1             | 1–1             |                 |

## Základní skupiny

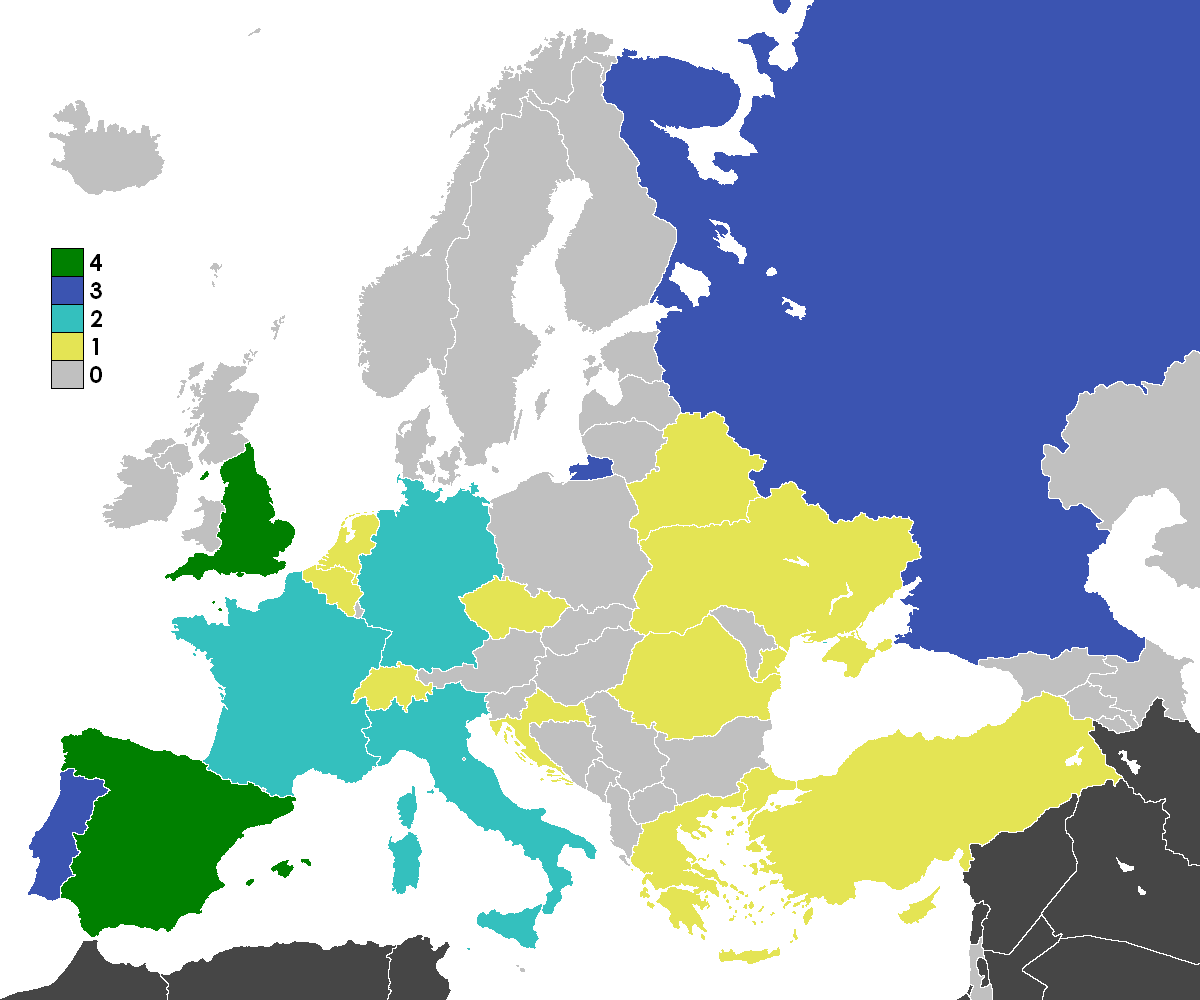
Mapa zemí, jejichž zástupci postoupili do základních skupin Ligy mistrů UEFA 2011/12.
4 zástupci
3 zástupci
2 zástupci
1 zástupce
bez zástupce
nejsou členy UEFA

Do skupinové fáze postoupilo 32 týmů, které byly rozděleny do 4 košů podle klubového koeficientu UEFA (kromě obhájce titulu z Ligy mistrů 2010/11, FC Barcelona, který byl automaticky v 1. koši) a následně byly rozlosovány do 8 skupin po čtyřech týmech, přičemž žádné dva týmy z jedné země nemohly být nalosovány do stejné skupiny.
Los základních skupin proběhl ve čtvrtek 25. srpna 2011 od 18:00 v Monaku.
V každé skupině odehrály týmy 6 zápasů systémem každý s každým (jeden zápas doma, jeden venku). Termíny zápasů byly stanoveny na 13.–14. září, 27.–28. září, 18.–19. října, 1.–2. listopadu, 22.–23. listopadu a 6.–7. prosince 2011. Vítězové a druhé týmy skupin postoupily do vyřazovací fáze, přesněji osmifinále složeného z 16 týmů.
Pokud mají dva či více týmů ve skupině stejný počet bodů, existují oficiální kritéria pro určení postupového klíče:
1. vyšší počet bodů získaných ve vzájemných zápasech týmů se stejným počtem bodů;
2. vyšší brankový rozdíl týmů se stejným bodovým ziskem;
3. vyšší počet branek vstřelených ve vzájemných zápasech;
4. vyšší počet branek vstřelených na hřišti soupeře;
5. Pokud kritéria 1) až 4) nedokáží určit pořadí, rozhodují kritéria vztážená ne všechny zápasy ve skupině;
6. vyšší brankový rozdíl;
7. více vstřelených branek;
8. vyšší klubový koeficient nakumulovaný v předchozích 5 sezonách.

Do skupinové fáze se tedy dostalo 32 týmů včetně jedenácti vítězů PMEZ/ Ligy mistrů, kteří dohomady získali 40 titulů. Dále pak pět týmů (Manchester City FC, SSC Neapol, Trabzonspor, FC Viktoria Plzeň a FC Oțelul Galați), které se základních skupin účastnily poprvé v klubové historii. Celkem 18 členů UEFA tak mělo ve skupinové části své zastoupení: Anglie a Španělsko bylo zastoupeno 4 kluby, Itálie, Německo a Francie 3 kluby, Rusko a Portugalsko dvěma kluby. Celkem jedenáct členů bylo zastoupeno jedním týmem, přičemž tento byl vždy mistrem své země. Kromě Trabzonsporu, který nahradil svého mistra Fenerbahçe SK kvůli ovlivňování zápasů.
|  | Postup do osmifinále                                 |
|  | Postup do vyřazovací fáze Evropské ligy UEFA 2011/12 |

### Skupina A
| Tým                | PU | V | R | P | VB | OB | RB  | B  |
| ------------------ | -- | - | - | - | -- | -- | --- | -- |
| FC Bayern Mnichov  | 6  | 4 | 1 | 1 | 11 | 6  | +5  | 13 |
| SSC Neapol         | 6  | 3 | 2 | 1 | 10 | 6  | +4  | 11 |
| Manchester City FC | 6  | 3 | 1 | 2 | 9  | 6  | +3  | 10 |
| Villarreal         | 6  | 0 | 0 | 6 | 2  | 14 | -12 | 0  |

|                    | BM    | MC    | NAP   | VIL   |
| ------------------ | ----- | ----- | ----- | ----- |
| FC Bayern Mnichov  | –     | 2 – 0 | 3 – 2 | 3 – 1 |
| Manchester City FC | 2 – 0 | –     | 1 – 1 | 2 – 1 |
| SSC Neapol         | 1 – 1 | 2 – 1 | –     | 2 – 0 |
| Villarreal         | 0 – 2 | 0 – 3 | 0 – 2 | –     |

### Skupina B
| Tým         | PU | V | R | P | VB | OB | RB | B  |
| ----------- | -- | - | - | - | -- | -- | -- | -- |
| Inter Milán | 6  | 3 | 1 | 2 | 8  | 7  | +1 | 10 |
| CSKA Moskva | 6  | 2 | 2 | 2 | 9  | 8  | +1 | 8  |
| Trabzonspor | 6  | 1 | 4 | 1 | 3  | 5  | -2 | 7  |
| Lille       | 6  | 1 | 3 | 2 | 6  | 6  | 0  | 6  |

|             | CSM   | INT   | LIL   | TRA   |
| ----------- | ----- | ----- | ----- | ----- |
| CSKA Moskva | –     | 2 – 3 | 0 – 2 | 3 – 0 |
| Inter Milán | 1 – 2 | –     | 2 – 1 | 0 – 1 |
| Lille       | 2 – 2 | 0 – 1 | –     | 0 – 0 |
| Trabzonspor | 0 – 0 | 1 – 1 | 1 – 1 | –     |

### Skupina C
| Tým               | PU | V | R | P | VB | OB | RB | B  |
| ----------------- | -- | - | - | - | -- | -- | -- | -- |
| Benfica SL        | 6  | 3 | 3 | 0 | 8  | 4  | +4 | 12 |
| FC Basel 1893     | 6  | 3 | 2 | 1 | 11 | 10 | +1 | 11 |
| Manchester United | 6  | 2 | 3 | 1 | 11 | 8  | +3 | 9  |
| FC Oțelul Galați  | 6  | 0 | 0 | 6 | 3  | 11 | -8 | 0  |

|                   | BAS   | BEN   | MU    | OG    |
| ----------------- | ----- | ----- | ----- | ----- |
| FC Basel 1893     | –     | 0 – 2 | 2 – 1 | 2 – 1 |
| Benfica SL        | 1 – 1 | –     | 1 – 1 | 1 – 0 |
| Manchester United | 3 – 3 | 2 – 2 | –     | 2 – 0 |
| FC Oțelul Galați  | 2 – 3 | 0 – 1 | 0 – 2 | –     |

### Skupina D
| Tým            | PU | V | R | P | VB | OB | RB  | B  |
| -------------- | -- | - | - | - | -- | -- | --- | -- |
| Real Madrid    | 6  | 6 | 0 | 0 | 19 | 2  | +17 | 18 |
| Olympique Lyon | 6  | 2 | 2 | 2 | 9  | 7  | +2  | 8  |
| Ajax           | 6  | 2 | 2 | 2 | 6  | 6  | 0   | 8  |
| Dinamo Záhřeb  | 6  | 0 | 0 | 6 | 3  | 22 | -19 | 0  |

|                | AJA   | DZ    | OL    | RM    |
| -------------- | ----- | ----- | ----- | ----- |
| Ajax           | –     | 4 – 0 | 0 – 0 | 0 – 3 |
| Dinamo Záhřeb  | 0 – 2 | –     | 1 – 7 | 0 – 1 |
| Olympique Lyon | 0 – 0 | 2 – 0 | –     | 0 – 2 |
| Real Madrid    | 3 – 0 | 6 – 2 | 4 – 0 | –     |

### Skupina E
| Tým              | PU | V | R | P | VB | OB | RB  | B  |
| ---------------- | -- | - | - | - | -- | -- | --- | -- |
| Chelsea FC       | 6  | 3 | 2 | 1 | 13 | 4  | +9  | 11 |
| Bayer Leverkusen | 6  | 3 | 1 | 2 | 8  | 8  | 0   | 10 |
| Valencia         | 6  | 2 | 2 | 2 | 12 | 7  | +5  | 8  |
| KRC Genk         | 6  | 0 | 3 | 3 | 2  | 16 | -14 | 3  |

|                  | BL    | CHE   | GNK   | VAL   |
| ---------------- | ----- | ----- | ----- | ----- |
| Bayer Leverkusen | –     | 2 – 1 | 2 – 0 | 2 – 1 |
| Chelsea FC       | 2 – 0 | –     | 5 – 0 | 3 – 0 |
| KRC Genk         | 1 – 1 | 1 – 1 | –     | 0 – 0 |
| Valencia         | 3 – 1 | 1 – 1 | 7 – 0 | –     |

### Skupina F
| Tým               | PU | V | R | P | VB | OB | RB | B  |
| ----------------- | -- | - | - | - | -- | -- | -- | -- |
| Arsenal FC        | 6  | 3 | 2 | 1 | 7  | 6  | +1 | 11 |
| Marseille         | 6  | 3 | 1 | 2 | 7  | 4  | +3 | 10 |
| Olympiakos Pireus | 6  | 3 | 0 | 3 | 8  | 6  | +2 | 9  |
| Borussia Dortmund | 6  | 1 | 1 | 4 | 6  | 12 | -6 | 4  |

|                   | ARS   | BD    | OM    | OLY   |
| ----------------- | ----- | ----- | ----- | ----- |
| Arsenal FC        | –     | 2 – 1 | 0 – 0 | 2 – 1 |
| Borussia Dortmund | 1 – 1 | –     | 2 – 3 | 1 – 0 |
| Marseille         | 0 – 1 | 3 – 0 | –     | 0 – 1 |
| Olympiakos Pireus | 3 – 1 | 3 – 1 | 0 – 1 | –     |

### Skupina G
| Tým               | PU | V | R | P | VB | OB | RB | B |
| ----------------- | -- | - | - | - | -- | -- | -- | - |
| APOEL             | 6  | 2 | 3 | 1 | 6  | 6  | 0  | 9 |
| Zenit Petěrburg   | 6  | 2 | 3 | 1 | 7  | 5  | +2 | 9 |
| FC Porto          | 6  | 2 | 2 | 2 | 7  | 7  | 0  | 8 |
| FK Šachtar Doněck | 6  | 1 | 2 | 3 | 6  | 8  | -2 | 5 |

|                          | APO   | POR   | SD    | ZSP   |
| ------------------------ | ----- | ----- | ----- | ----- |
| APOEL                    | –     | 2 – 1 | 0 – 2 | 2 – 1 |
| FC Porto                 | 1 – 1 | –     | 2 – 1 | 0 – 0 |
| FK Šachtar Doněck        | 1 – 1 | 0 – 2 | –     | 2 – 2 |
| FK Zenit Sankt-Petěrburg | 0 – 0 | 3 – 1 | 1 – 0 | –     |

### Skupina H
| Tým            | PU | V | R | P | VB | OB | RB  | B  |
| -------------- | -- | - | - | - | -- | -- | --- | -- |
| Barcelona      | 6  | 5 | 1 | 0 | 20 | 4  | +16 | 16 |
| AC Milán       | 6  | 2 | 3 | 1 | 11 | 8  | +3  | 9  |
| Viktoria Plzeň | 6  | 1 | 2 | 3 | 4  | 11 | -7  | 5  |
| BATE Borisov   | 6  | 0 | 2 | 4 | 2  | 14 | -12 | 2  |

|                | BAR   | BAT   | MIL   | VP    |
| -------------- | ----- | ----- | ----- | ----- |
| Barcelona      | –     | 4 – 0 | 2 – 2 | 2 – 0 |
| BATE Borisov   | 0 – 5 | –     | 1 – 1 | 0 – 1 |
| AC Milán       | 2 – 3 | 2 – 0 | –     | 2 – 0 |
| Viktoria Plzeň | 0 – 4 | 1 – 1 | 2 – 2 | –     |

## Vyřazovací fáze

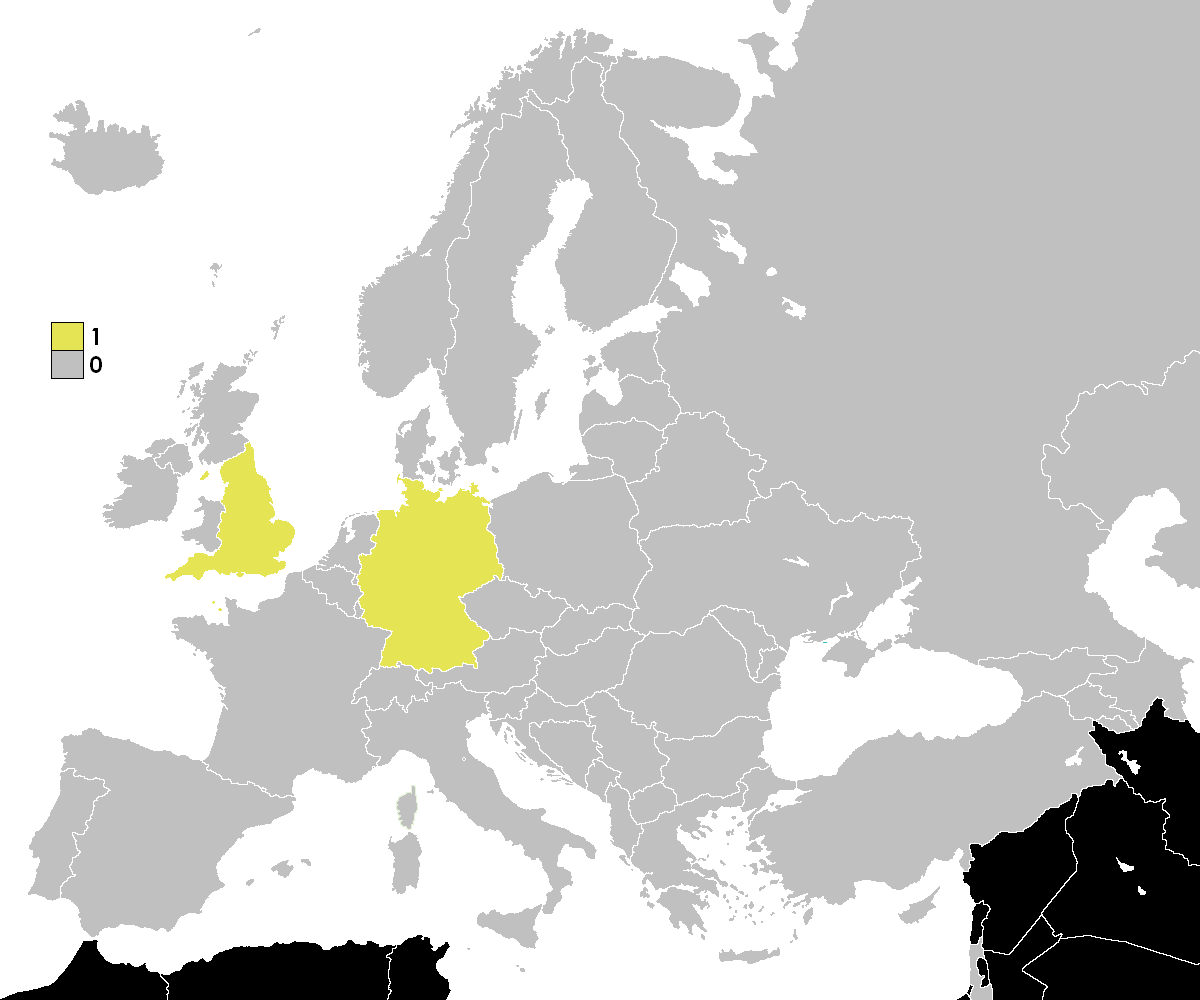
Mapa zemí, jejichž zástupci postoupili do finále Ligy mistrů UEFA 2011/12.
1 zástupce
bez zástupce
nejsou členy UEFA

V průběhu vyřazovací fáze soutěže hrál tým v každém kole proti jednomu soupeři dvojzápasovým systémem "doma-venku". Z tohoto souboje byl jeden vyřazen a druhý postoupil, díky čemuž již po 3. takto hraném kole zbyly pouze dva týmy. Ty pak utvořily finálovou dvojici a utkaly se na předem určeném (až 2 roky) neutrálním hřišti.
Los osmifinálových dvojic proběhl 16. prosince 2011. Poté již následoval pouze jeden los, při kterém byl rozlosován zbytek soutěže. K tomu došlo po odehrání osmifinále, 16. března 2012.
Při losu osmifinálových dvojic bylo 16 týmů rozděleno do dvou košů po osmi. Vítězové skupin byli v koši nasazených, kvalifikanti z druhých míst jako nenasazení. Do jedné dvojice nemohly být nalosovány dva kluby, které se již utkaly v základní skupině ani dva kluby z jedné země. Zároveň bylo nalosováno, na čím hřišti souboj začne (kromě osmifinále, kde se začínalo na hřišti nenasazeného).
Při losu čtvrtfinálových dvojic a zbytku pavouku soutěže pak již kluby nebyly nijak nasazeny a mohl se utkat každý s každým včetně souboje klubů z jedné země.
Týmy kvalifikované do vyřazovací fáze
| Vysvětlivky                    |
| ------------------------------ |
| Nasazení při losu osmifinále   |
| Nenasazení při losu osmifinále |

| Skupina | Vítězové skupin   | Postupující z 2. místa   |
| ------- | ----------------- | ------------------------ |
| A       | FC Bayern Mnichov | SSC Neapol               |
| B       | Inter Milán       | PFK CSKA Moskva          |
| C       | Benfica SL        | FC Basel 1893            |
| D       | Real Madrid       | Olympique Lyon           |
| E       | Chelsea FC        | Bayer 04 Leverkusen      |
| F       | Arsenal FC        | Olympique de Marseille   |
| G       | APOEL FC          | FK Zenit Sankt-Petěrburg |
| H       | FC Barcelona      | AC Milán                 |

### Pavouk
|  | Osmifinále      | Osmifinále     | Osmifinále | Osmifinále |       |            | Čtvrtfinále | Čtvrtfinále | Čtvrtfinále | Čtvrtfinále |  |                | Semifinále | Semifinále | Semifinále | Semifinále |                |       | Finále | Finále |
|  |                 |                |            |            |       |            |             |             |             |             |  |                |            |            |            |            |                |       |        |        |
|  | Marseille       | 1              | 1          | 2          |       |            |             |             |             |             |  |                |            |            |            |            |                |       |        |        |
|  | Inter Milán     | 0              | 2          | 2          |       |            |             |             |             |             |  |                |            |            |            |            |                |       |        |        |
|  | Inter Milán     | 0              | 2          | 2          |       | Marseille  | 0           | 0           | 0           |             |  |                |            |            |            |            |                |       |        |        |
|  |                 |                |            |            |       | Marseille  | 0           | 0           | 0           |             |  |                |            |            |            |            |                |       |        |        |
|  |                 | Bayern Mnichov | 2          | 2          | 4     |            |             |             |             |             |  |                |            |            |            |            |                |       |        |        |
|  | FC Basel 1893   | Bayern Mnichov | 2          | 2          | 4     | 1          | 0           | 1           |             |             |  |                |            |            |            |            |                |       |        |        |
|  | FC Basel 1893   |                |            |            |       | 1          | 0           | 1           |             |             |  |                |            |            |            |            |                |       |        |        |
|  | Bayern Mnichov  | 0              | 7          | 7          |       |            |             |             |             |             |  |                |            |            |            |            |                |       |        |        |
|  | Bayern Mnichov  | 0              | 7          | 7          |       |            |             |             |             |             |  | Bayern Mnichov | 2          | 1          | 3 (3)      |            |                |       |        |        |
|  |                 |                |            |            |       |            |             |             |             |             |  | Bayern Mnichov | 2          | 1          | 3 (3)      |            |                |       |        |        |
|  |                 | Real Madrid    | 1          | 2          | 3 (1) |            |             |             |             |             |  |                |            |            |            |            |                |       |        |        |
|  | Olympique Lyon  | Real Madrid    | 1          | 2          | 3 (1) | 1          | 0           | 1 (3)       |             |             |  |                |            |            |            |            |                |       |        |        |
|  | Olympique Lyon  |                |            |            |       | 1          | 0           | 1 (3)       |             |             |  |                |            |            |            |            |                |       |        |        |
|  | APOEL FC        | 0              | 1          | 1 (4)      |       |            |             |             |             |             |  |                |            |            |            |            |                |       |        |        |
|  | APOEL FC        | 0              | 1          | 1 (4)      |       | APOEL FC   | 0           | 2           | 2           |             |  |                |            |            |            |            |                |       |        |        |
|  |                 |                |            |            |       | APOEL FC   | 0           | 2           | 2           |             |  |                |            |            |            |            |                |       |        |        |
|  |                 | Real Madrid    | 3          | 5          | 8     |            |             |             |             |             |  |                |            |            |            |            |                |       |        |        |
|  | CSKA Moskva     | Real Madrid    | 3          | 5          | 8     | 1          | 1           | 2           |             |             |  |                |            |            |            |            |                |       |        |        |
|  | CSKA Moskva     |                |            |            |       | 1          | 1           | 2           |             |             |  |                |            |            |            |            |                |       |        |        |
|  | Real Madrid     | 1              | 4          | 5          |       |            |             |             |             |             |  |                |            |            |            |            |                |       |        |        |
|  | Real Madrid     | 1              | 4          | 5          |       |            |             |             |             |             |  |                |            |            |            |            | Bayern Mnichov | 1 (3) |        |        |
|  |                 |                |            |            |       |            |             |             |             |             |  |                |            |            |            |            |                | 1 (3) |        |        |
|  |                 | Chelsea FC     | 1 (4)      |            |       |            |             |             |             |             |  |                |            |            |            |            |                |       |        |        |
|  | Zenit Petěrburg | Chelsea FC     | 1 (4)      | 3          | 0     | 3          |             |             |             |             |  |                |            |            |            |            |                |       |        |        |
|  | Zenit Petěrburg |                |            | 3          | 0     | 3          |             |             |             |             |  |                |            |            |            |            |                |       |        |        |
|  | Benfica SL      | 2              | 2          | 4          |       |            |             |             |             |             |  |                |            |            |            |            |                |       |        |        |
|  | Benfica SL      | 2              | 2          | 4          |       | Benfica SL | 0           | 1           | 1           |             |  |                |            |            |            |            |                |       |        |        |
|  |                 |                |            |            |       | Benfica SL | 0           | 1           | 1           |             |  |                |            |            |            |            |                |       |        |        |
|  |                 | Chelsea FC     | 1          | 2          | 3     |            |             |             |             |             |  |                |            |            |            |            |                |       |        |        |
|  | SSC Neapol      | Chelsea FC     | 1          | 2          | 3     | 3          | 1           | 4           |             |             |  |                |            |            |            |            |                |       |        |        |
|  | SSC Neapol      |                |            |            |       | 3          | 1           | 4           |             |             |  |                |            |            |            |            |                |       |        |        |
|  | Chelsea FC (p.) | 1              | 4          | 5          |       |            |             |             |             |             |  |                |            |            |            |            |                |       |        |        |
|  | Chelsea FC (p.) | 1              | 4          | 5          |       |            |             |             |             |             |  | Chelsea FC     | 1          | 2          | 3          |            |                |       |        |        |
|  |                 |                |            |            |       |            |             |             |             |             |  | Chelsea FC     | 1          | 2          | 3          |            |                |       |        |        |
|  |                 | Barcelona      | 0          | 2          | 2     |            |             |             |             |             |  |                |            |            |            |            |                |       |        |        |
|  | AC Milán        | Barcelona      | 0          | 2          | 2     | 4          | 0           | 4           |             |             |  |                |            |            |            |            |                |       |        |        |
|  | AC Milán        |                |            |            |       | 4          | 0           | 4           |             |             |  |                |            |            |            |            |                |       |        |        |
|  | Arsenal FC      | 0              | 3          | 3          |       |            |             |             |             |             |  |                |            |            |            |            |                |       |        |        |
|  | Arsenal FC      | 0              | 3          | 3          |       | AC Milán   | 0           | 1           | 1           |             |  |                |            |            |            |            |                |       |        |        |
|  |                 |                |            |            |       | AC Milán   | 0           | 1           | 1           |             |  |                |            |            |            |            |                |       |        |        |
|  |                 | Barcelona      | 0          | 3          | 3     |            |             |             |             |             |  |                |            |            |            |            |                |       |        |        |
|  | Leverkusen      | Barcelona      | 0          | 3          | 3     | 1          | 1           | 2           |             |             |  |                |            |            |            |            |                |       |        |        |
|  | Leverkusen      |                |            |            |       | 1          | 1           | 2           |             |             |  |                |            |            |            |            |                |       |        |        |
|  | Barcelona       | 3              | 7          | 10         |       |            |             |             |             |             |  |                |            |            |            |            |                |       |        |        |

### Osmifinále
První zápasy byly na programu 14. a 15. nebo 21. a 22. února, odvety pak sehrály týmy z prvního termínu 6. a 7. března, týmy z druhého termínu 13. a 14. března 2012.
| Domácí v 1. zápase       | Celkem         | Hosté v 1. zápase | 1. zápas | 2. zápas     |
| ------------------------ | -------------- | ----------------- | -------- | ------------ |
| Olympique Lyon           | 1–1 (3–4 pen.) | APOEL FC          | 1–0      | 0–1          |
| SSC Neapol               | 4–5            | Chelsea FC        | 3–1      | 1–4 (prodl.) |
| AC Milán                 | 4–3            | Arsenal FC        | 4–0      | 0–3          |
| FC Basel 1893            | 1–7            | FC Bayern Mnichov | 1–0      | 0–7          |
| Bayer 04 Leverkusen      | 2–10           | FC Barcelona      | 1–3      | 1–7          |
| PFK CSKA Moskva          | 2–5            | Real Madrid       | 1–1      | 1–4          |
| FK Zenit Sankt-Petěrburg | 3–4            | Benfica SL        | 3–2      | 0–2          |
| Olympique de Marseille   | 2–2 (v)        | Inter Milán       | 1–0      | 1–2          |

### Čtvrtfinále
První zápasy byly na programu 27. a 28. března, odvety pak byly sehrány 3. a 4. dubna 2012.
| Domácí v 1. zápase     | Celkem | Hosté v 1. zápase | 1. zápas | 2. zápas |
| ---------------------- | ------ | ----------------- | -------- | -------- |
| APOEL FC               | 2–8    | Real Madrid       | 0–3      | 2–5      |
| Olympique de Marseille | 0–4    | FC Bayern Mnichov | 0–2      | 0–2      |
| Benfica SL             | 1–3    | Chelsea FC        | 0–1      | 1–2      |
| AC Milán               | 1–3    | FC Barcelona      | 0–0      | 1–3      |

### Semifinále
První zápasy byly na programu 17. a 18. dubna, odvety pak byly sehrány 24. a 25. dubna 2012.
| Domácí v 1. zápase | Celkem         | Hosté v 1. zápase | 1. zápas | 2. zápas |
| ------------------ | -------------- | ----------------- | -------- | -------- |
| FC Bayern Mnichov  | 3–3 (3–1 pen.) | Real Madrid       | 2–1      | 1–2      |
| Chelsea FC         | 3–2            | FC Barcelona      | 1–0      | 2–2      |

### Finále
Finálový zápas se uskutečnil 19. května 2012. Jeho hostitelem byla Allianz Arena v Mnichově (Německo).
| 19. května 2012 20:45 SELČ |                |                   |                                                               |
| FC Bayern Mnichov          | 1 – 1 (prodl.) | Chelsea FC        | Allianz Arena, Mnichov diváci: 62 500 rozhodčí: Pedro Proença |
| Thomas Müller 83'          | Report         | Didier Drogba 88' | Allianz Arena, Mnichov diváci: 62 500 rozhodčí: Pedro Proença |

|                                                                         |       | Penaltový rozstřel                                                  |  |
| Philipp Lahm Mario Gómez Manuel Neuer Ivica Olić Bastian Schweinsteiger | 3 – 4 | Juan Manuel Mata David Luiz Frank Lampard Ashley Cole Didier Drogba |  |

## Vítěz
| Liga mistrů UEFA 2011/12 – Chelsea FC (1. titul) Petr Čech, José Bosingwa, David Luiz, Gary Cahill, Ashley Cole, John Obi Mikel, Frank Lampard , Salomon Kalou, Juan Manuel Mata, Ryan Bertrand, Didier Drogba, Ross Turnbull, Paulo Ferreira, Michael Essien, Oriol Romeu, Florent Malouda, Daniel Sturridge, Fernando Torres Trenér: Roberto Di Matteo |